# Акимов, Анатолий Иванович
Анато́лий Ива́нович Аки́мов (15 ноября 1947, Москва — 28 июня 2002, Москва) — советский ватерполист, заслуженный мастер спорта СССР (1972).

## Биография
Родился 15 ноября 1947 года в Москве, служил и выступал в ЦСК ВМФ (Москва). Выступал долгие годы за сборную СССР по водному поло.
По мнению Михаила Иванова, был «физически очень сильным и агрессивным защитником, которого все нападающие боялись».
Старший брат Владимира Акимова.
Скончался 26 июня 2002 года в Москве. Похоронен на 6-м участке Калитниковского кладбища.

## Достижения
- Чемпион Олимпиады 1972 года
- Чемпион Европы 1970 года
- Серебряный призёр чемпионата мира 1973 года
- Чемпион СССР 1965—1967, 1970, 1971, 1975, 1976 годов
- Чемпион Спартакиады народов СССР 1967 года.
- Обладатель Кубка европейских чемпионов 1977 года.

## Награды
Награждён медалью «За трудовое отличие».